# Serie D 2003-2004
La Serie D 2003-2004 è stata la 56ª edizione del campionato di categoria.

## Stagione

### Aggiornamenti
Prima dell'inizio del campionato il Palazzolo, il Bellaria Igea Marina, il Sansovino, il Tolentino, il Rutigliano e il Vittoria sono state ammesse in serie C2 per carenza di organico.
Viene ammesso il Cosenza, il cui vecchio club nella stagione precedente aveva disputato la Serie B ma era fallito economicamente, tramite l'acquisizione del Castrovillari e iscrivendosi con il nome di Cosenza Football Club.

Le noeretrocesse Alessandria e Mestre, in difficoltà economiche, non si iscrivono al campionato, così come il Mezzolara.
A completamento di organico vengono ripescate molte delle squadre retrocesse la scorsa stagione: il Sangimignano, la Poggese, il Sancolombano, il Termoli, il Terracina, il Lentini, l'Atletico Calcio, il Tamai, il Montecchio, il Rieti, la Maceratese e l'Ariano.
Inoltre avvengono le seguenti fusioni e cambi di denominazioni sociali:
- Il Valle d'Aosta effettua la fusione con l'Unione Sportiva Aosta Sarre ed assume la denominazione di V.D.A. Aosta Sarre.
- La Cisco Collatino diventa Cisco Roma.
- Dalla fusione tra l'A.S. Barengo Sparta, il G.S. Vespolate (2º nel girone A di Promozione Piemontese) e l'A.S.D. Sparta, nasce l'A.S.D. Sparta Novara Vespolate che acquisisce il titolo sportivo dell'A.S. Barengo Sparta per partecipare alla Serie D.

### Formula
Anche quest'anno si disputarono i play-off (cui presero parte le squadre classificate dal secondo al quinto posto di ogni girone) e i play-out (cui presero parte le squadre classificate dal tredicesimo al sedicesimo posto di ogni girone). Mentre i play-out determinavano le squadre da retrocere, i play-off avevano come scopo quello di stilare una graduatoria che sarebbe poi stata contemplata in caso di ripescaggi.

## Girone A

### Classifica finale
|  | Pos. | Squadra                   | Pt | G  | V  | N  | P  | GF | GS | DR  |
|  | ---- | ------------------------- | -- | -- | -- | -- | -- | -- | -- | --- |
|  | 1.   | Casale                    | 71 | 34 | 20 | 11 | 3  | 57 | 25 | +32 |
|  | 2.   | Borgomanero               | 69 | 34 | 21 | 6  | 7  | 62 | 32 | +30 |
|  | 3.   | Cuneo                     | 66 | 34 | 20 | 6  | 8  | 61 | 42 | +19 |
|  | 4.   | Cossatese                 | 61 | 34 | 17 | 10 | 7  | 46 | 32 | +14 |
|  | 5.   | Voghera                   | 57 | 34 | 14 | 15 | 5  | 54 | 35 | +19 |
|  | 6.   | Fiorenzuola               | 56 | 34 | 17 | 5  | 12 | 56 | 47 | +9  |
|  | 7.   | Orbassano                 | 50 | 34 | 13 | 11 | 10 | 45 | 34 | +11 |
|  | 8.   | Trino                     | 48 | 34 | 13 | 9  | 12 | 39 | 43 | -4  |
|  | 9.   | Borgosesia                | 45 | 34 | 13 | 6  | 15 | 44 | 45 | -1  |
|  | 10.  | Sparta Vespolate          | 45 | 34 | 11 | 12 | 11 | 44 | 48 | -4  |
|  | 11.  | Canavese                  | 44 | 34 | 12 | 8  | 14 | 37 | 44 | -7  |
|  | 12.  | Castellettese             | 43 | 34 | 11 | 10 | 13 | 42 | 44 | -2  |
|  | 13.  | Robbio                    | 43 | 34 | 11 | 10 | 13 | 44 | 44 | 0   |
|  | 14.  | Vigevano                  | 33 | 34 | 9  | 6  | 19 | 27 | 48 | -21 |
|  | 15.  | Casteggio Broni           | 32 | 34 | 8  | 8  | 18 | 37 | 56 | -19 |
|  | 16.  | Valle d'Aosta Aosta-Sarre | 29 | 34 | 6  | 11 | 17 | 31 | 47 | -16 |
|  | 17.  | Sancolombano              | 28 | 34 | 6  | 10 | 18 | 32 | 57 | -25 |
|  | 18.  | Sant'Angelo (-1)          | 18 | 34 | 5  | 4  | 25 | 22 | 57 | -35 |

Legenda:
      Promossa in Serie C2 2004-2005.
 Qualificate ai play-off o play-out.
      Vince i play-off per il ripescaggio.
      Retrocessa in Eccellenza 2004-2005.
Regolamento:
Tre punti a vittoria, uno a pareggio, zero a sconfitta.
In caso di arrivo di due o più squadre a pari punti, la graduatoria verrà stilata secondo la classifica avulsa
In caso di pari punti per promozioni o retrocessioni si disputava uno spareggio.
Note:
Il Vigevano e la Valle d'Aosta Aosta-Sarre sono state poi riammesse in Serie D 2004-2005.
Il Sant'Angelo ha scontato 1 punto di penalizzazione.

### Spareggi

#### Play-off

##### Semifinali
|             | Risultati |             | Luogo e data      |
| ----------- | --------- | ----------- | ----------------- |
| Cossatese   | 1-0       | Cuneo       | ?, 23 maggio 2004 |
| Cuneo       | 2-0       | Cossatese   | ?, 30 maggio 2004 |
|             |           |             |                   |
| Voghera     | 2-1       | Borgomanero | ?, 23 maggio 2004 |
| Borgomanero | 1-2       | Voghera     | ?, 30 maggio 2004 |
|             |           |             |                   |

##### Finali
|         | Risultati |         | Luogo e data      |
| ------- | --------- | ------- | ----------------- |
| Voghera | 1-1       | Cuneo   | ?, 6 giugno 2004  |
| Cuneo   | 1-1       | Voghera | ?, 13 giugno 2004 |
|         |           |         |                   |

#### Play-out
|                           | Risultati |                           | Luogo e data      |
| ------------------------- | --------- | ------------------------- | ----------------- |
| Casteggio Broni           | 4-2       | Vigevano                  | ?, 23 maggio 2004 |
| Vigevano                  | 2-3       | Casteggio Broni           | ?, 30 maggio 2004 |
|                           |           |                           |                   |
| Valle d'Aosta Aosta-Sarre | 2-2       | Robbio                    | ?, 23 maggio 2004 |
| Robbio                    | 1-0       | Valle d'Aosta Aosta-Sarre | ?, 30 maggio 2004 |
|                           |           |                           |                   |

## Girone B

### Classifica finale
|  | Pos. | Squadra             | Pt | G  | V  | N  | P  | GF | GS | DR  |
|  | ---- | ------------------- | -- | -- | -- | -- | -- | -- | -- | --- |
|  | 1.   | Carpenedolo         | 68 | 34 | 20 | 8  | 6  | 66 | 41 | +25 |
|  | 2.   | Seregno             | 60 | 34 | 17 | 9  | 8  | 60 | 47 | +13 |
|  | 3.   | Villacidrese        | 56 | 34 | 15 | 11 | 8  | 42 | 31 | +11 |
|  | 4.   | Oggiono             | 55 | 34 | 16 | 7  | 11 | 57 | 45 | +12 |
|  | 5.   | Arzachena           | 53 | 34 | 14 | 11 | 9  | 52 | 34 | +18 |
|  | 6.   | USO Calcio          | 51 | 34 | 14 | 9  | 11 | 59 | 46 | +13 |
|  | 7.   | Olginatese          | 50 | 34 | 13 | 11 | 10 | 49 | 45 | +4  |
|  | 8.   | Canzese             | 45 | 34 | 12 | 9  | 13 | 66 | 63 | +3  |
|  | 9.   | Solbiatese          | 43 | 34 | 10 | 13 | 11 | 42 | 44 | -2  |
|  | 10.  | Nuova Albano        | 43 | 34 | 9  | 16 | 9  | 40 | 42 | -2  |
|  | 11.  | Lecco               | 43 | 34 | 10 | 13 | 11 | 43 | 49 | -6  |
|  | 12.  | Pergocrema          | 41 | 34 | 10 | 11 | 13 | 52 | 51 | +1  |
|  | 13.  | Atletico Calcio     | 40 | 34 | 10 | 10 | 14 | 41 | 52 | -11 |
|  | 14.  | Rodengo Saiano      | 40 | 34 | 9  | 13 | 12 | 45 | 51 | -6  |
|  | 15.  | Calangianus         | 36 | 34 | 9  | 9  | 16 | 41 | 55 | -14 |
|  | 16.  | Pro Lissone         | 36 | 34 | 9  | 9  | 16 | 46 | 60 | -14 |
|  | 17.  | Real Cesate Saronno | 35 | 34 | 9  | 8  | 17 | 29 | 46 | -17 |
|  | 18.  | Brescello           | 31 | 34 | 8  | 7  | 19 | 36 | 64 | -28 |

Legenda:
      Promossa in Serie C2 2004-2005.
 Qualificate ai play-off o play-out.
      Vince i play-off per il ripescaggio.
      Retrocessa in Eccellenza 2004-2005.
Regolamento:
Tre punti a vittoria, uno a pareggio, zero a sconfitta.
In caso di arrivo di due o più squadre a pari punti, la graduatoria verrà stilata secondo la classifica avulsa
In caso di pari punti per promozioni o retrocessioni si disputava uno spareggio.
Note:
Il Calangianus e il Pro Lissone sono stati poi riammesse in Serie D 2004-2005.

### Spareggi

#### Play-off

##### Semifinali
|              | Risultati |              | Luogo e data      |
| ------------ | --------- | ------------ | ----------------- |
| Arzachena    | 1-1       | Seregno      | ?, 23 maggio 2004 |
| Seregno      | 2-3       | Arzachena    | ?, 30 maggio 2004 |
|              |           |              |                   |
| Oggiono      | 0-1       | Villacidrese | ?, 23 maggio 2004 |
| Villacidrese | 1-0       | Oggiono      | ?, 30 maggio 2004 |
|              |           |              |                   |

##### Finali
|              | Risultati |              | Luogo e data      |
| ------------ | --------- | ------------ | ----------------- |
| Arzachena    | 1-1       | Villacidrese | ?, 6 giugno 2004  |
| Villacidrese | 1-0       | Arzachena    | ?, 13 giugno 2004 |
|              |           |              |                   |

#### Play-out
|                 | Risultati |                 | Luogo e data      |
| --------------- | --------- | --------------- | ----------------- |
| Calangianus     | 1-1       | Rodengo Saiano  | ?, 23 maggio 2004 |
| Rodengo Saiano  | 3-0       | Calangianus     | ?, 30 maggio 2004 |
|                 |           |                 |                   |
| Pro Lissone     | 1-1       | Atletico Calcio | ?, 23 maggio 2004 |
| Atletico Calcio | 2-1       | Pro Lissone     | ?, 30 maggio 2004 |
|                 |           |                 |                   |

## Girone C

### Classifica finale
|  | Pos. | Squadra               | Pt | G  | V  | N  | P  | GF | GS | DR  |
|  | ---- | --------------------- | -- | -- | -- | -- | -- | -- | -- | --- |
|  | 1.   | Portogruaro           | 62 | 34 | 18 | 8  | 8  | 57 | 41 | +16 |
|  | 2.   | Santa Lucia           | 58 | 34 | 16 | 10 | 8  | 47 | 27 | +20 |
|  | 3.   | Itala San Marco       | 58 | 34 | 16 | 10 | 8  | 44 | 30 | +14 |
|  | 4.   | Trento                | 56 | 34 | 15 | 11 | 8  | 44 | 32 | +12 |
|  | 5.   | Sambonifacese         | 55 | 34 | 16 | 7  | 11 | 44 | 32 | +12 |
|  | 6.   | Bassano Virtus        | 55 | 34 | 15 | 10 | 9  | 49 | 35 | +14 |
|  | 7.   | Tamai                 | 48 | 34 | 13 | 9  | 12 | 42 | 43 | -1  |
|  | 8.   | Mezzocorona           | 47 | 34 | 10 | 17 | 7  | 41 | 30 | +11 |
|  | 9.   | Cologna Veneta        | 43 | 34 | 10 | 13 | 11 | 42 | 48 | -6  |
|  | 10.  | Sacilese              | 43 | 34 | 12 | 7  | 15 | 36 | 47 | -11 |
|  | 11.  | Cordignano            | 41 | 34 | 8  | 17 | 9  | 31 | 37 | -6  |
|  | 12.  | San Polo Gemeaz Cusin | 41 | 34 | 11 | 8  | 15 | 44 | 56 | -12 |
|  | 13.  | Conegliano            | 40 | 34 | 9  | 13 | 12 | 28 | 39 | -11 |
|  | 14.  | Città di Jesolo       | 37 | 34 | 7  | 16 | 11 | 44 | 47 | -3  |
|  | 15.  | Bolzano               | 35 | 34 | 8  | 11 | 15 | 40 | 53 | -13 |
|  | 16.  | Sanvitese             | 35 | 34 | 8  | 11 | 15 | 32 | 34 | -2  |
|  | 17.  | Lonigo                | 32 | 34 | 7  | 11 | 16 | 26 | 47 | -21 |
|  | 18.  | Pievigina             | 31 | 34 | 6  | 13 | 15 | 28 | 41 | -13 |

Legenda:
      Promossa in Serie C2 2004-2005.
 Qualificate ai play-off o play-out.
      Vince i play-off per il ripescaggio.
      Retrocessa in Eccellenza 2004-2005.
Regolamento:
Tre punti a vittoria, uno a pareggio, zero a sconfitta.
In caso di arrivo di due o più squadre a pari punti, la graduatoria verrà stilata secondo la classifica avulsa
In caso di pari punti per promozioni o retrocessioni si disputava uno spareggio.
Note:
Il Bolzano e la Sanvitese sono stati poi riammesse in Serie D 2004-2005.

### Spareggi

#### Play-off

##### Semifinali
|                 | Risultati |                 | Luogo e data      |
| --------------- | --------- | --------------- | ----------------- |
| Trento          | 0-0       | Itala San Marco | ?, 23 maggio 2004 |
| Itala San Marco | 3-3       | Trento'         | ?, 30 maggio 2004 |
|                 |           |                 |                   |
| Sambonifacese   | 2-1       | Santa Lucia     | ?, 23 maggio 2004 |
| Santa Lucia     | 0-2       | Sambonifacese   | ?, 30 maggio 2004 |
|                 |           |                 |                   |

##### Finali
|                 | Risultati |                 | Luogo e data      |
| --------------- | --------- | --------------- | ----------------- |
| Sambonifacese   | 2-1       | Itala San Marco | ?, 6 giugno 2004  |
| Itala San Marco | 1-1       | Sambonifacese   | ?, 13 giugno 2004 |
|                 |           |                 |                   |

#### Play-out
|            | Risultati |            | Luogo e data      |
| ---------- | --------- | ---------- | ----------------- |
| Bolzano    | 0-3       | Jesolo     | ?, 23 maggio 2004 |
| Jesolo     | 0-0       | Bolzano    | ?, 30 maggio 2004 |
|            |           |            |                   |
| Sanvitese  | 2-2       | Conegliano | ?, 23 maggio 2004 |
| Conegliano | 1-1       | Sanvitese  | ?, 30 maggio 2004 |
|            |           |            |                   |

## Girone D

### Classifica finale
|  | Pos. | Squadra              | Pt | G  | V  | N  | P  | GF | GS | DR  |
|  | ---- | -------------------- | -- | -- | -- | -- | -- | -- | -- | --- |
|  | 1.   | Castel San Pietro    | 66 | 34 | 18 | 12 | 4  | 57 | 35 | +22 |
|  | 2.   | Centese              | 59 | 34 | 16 | 11 | 7  | 53 | 33 | +20 |
|  | 3.   | Rovigo               | 56 | 34 | 15 | 11 | 8  | 44 | 30 | +14 |
|  | 4.   | Russi                | 51 | 34 | 13 | 12 | 9  | 41 | 33 | +8  |
|  | 5.   | Santarcangiolese     | 50 | 34 | 11 | 17 | 6  | 39 | 35 | +4  |
|  | 6.   | Urbino               | 49 | 34 | 13 | 10 | 11 | 46 | 46 | 0   |
|  | 7.   | Cagliese             | 48 | 34 | 13 | 9  | 12 | 51 | 36 | +15 |
|  | 8.   | Boca San Lazzaro     | 47 | 34 | 11 | 14 | 9  | 54 | 49 | +5  |
|  | 9.   | Chioggia Sottomarina | 47 | 34 | 12 | 11 | 11 | 38 | 40 | -2  |
|  | 10.  | Valleverde Riccione  | 46 | 34 | 10 | 16 | 8  | 34 | 36 | -2  |
|  | 11.  | Carpi                | 43 | 34 | 9  | 16 | 9  | 41 | 40 | +1  |
|  | 12.  | Montecchio           | 42 | 34 | 10 | 12 | 12 | 38 | 52 | -14 |
|  | 13.  | Cattolica            | 42 | 34 | 10 | 12 | 12 | 34 | 37 | -3  |
|  | 14.  | Real Montecchio      | 35 | 34 | 8  | 11 | 15 | 46 | 55 | -9  |
|  | 15.  | Poggese              | 34 | 34 | 7  | 13 | 14 | 41 | 50 | -9  |
|  | 16.  | Crevalcore           | 34 | 34 | 8  | 10 | 16 | 39 | 50 | -11 |
|  | 17.  | Bagnolese            | 32 | 34 | 6  | 14 | 14 | 29 | 48 | -19 |
|  | 18.  | Faenza               | 28 | 34 | 7  | 7  | 20 | 27 | 47 | -20 |

Legenda:
      Promossa in Serie C2 2004-2005.
 Qualificate ai play-off o play-out.
      Vince i play-off per il ripescaggio.
      Retrocessa in Eccellenza 2004-2005.
Regolamento:
Tre punti a vittoria, uno a pareggio, zero a sconfitta.
In caso di arrivo di due o più squadre a pari punti, la graduatoria verrà stilata secondo la classifica avulsa
In caso di pari punti per promozioni o retrocessioni si disputava uno spareggio.
Note:
Il Cattolica è stato poi riammesso in Serie D 2004-2005.

### Spareggi

#### Play-off

##### Semifinali
|                  | Risultati |                  | Luogo e data      |
| ---------------- | --------- | ---------------- | ----------------- |
| Russi            | 1-1       | Rovigo           | ?, 22 maggio 2004 |
| Rovigo           | 1-0       | Russi'           | ?, 30 maggio 2004 |
|                  |           |                  |                   |
| Santarcangiolese | 1-1       | Centese          | ?, 23 maggio 2004 |
| Centese          | 2-2       | Santarcangiolese | ?, 30 maggio 2004 |
|                  |           |                  |                   |

##### Finali
|         | Risultati |         | Luogo e data      |
| ------- | --------- | ------- | ----------------- |
| Rovigo  | 2-2       | Centese | ?, 6 giugno 2004  |
| Centese | 1-0       | Rovigo  | ?, 13 giugno 2004 |
|         |           |         |                   |

#### Play-out
|                 | Risultati |                 | Luogo e data      |
| --------------- | --------- | --------------- | ----------------- |
| Crevalcore      | 0-0       | Cattolica       | ?, 23 maggio 2004 |
| Cattolica       | 0-4       | Crevalcore      | ?, 30 maggio 2004 |
|                 |           |                 |                   |
| Poggese         | 0-0       | Real Montecchio | ?, 23 maggio 2004 |
| Real Montecchio | 3-1       | Poggese         | ?, 30 maggio 2004 |
|                 |           |                 |                   |

## Girone E

### Classifica finale
|  | Pos. | Squadra            | Pt | G  | V  | N  | P  | GF | GS | DR  |
|  | ---- | ------------------ | -- | -- | -- | -- | -- | -- | -- | --- |
|  | 1.   | Massese            | 85 | 34 | 26 | 7  | 1  | 85 | 16 | +69 |
|  | 2.   | Sanremese          | 68 | 34 | 20 | 8  | 6  | 47 | 20 | +27 |
|  | 3.   | Lavagnese          | 54 | 34 | 15 | 9  | 10 | 50 | 46 | +4  |
|  | 4.   | Vado               | 51 | 34 | 12 | 15 | 7  | 51 | 38 | +13 |
|  | 5.   | Sestese            | 50 | 34 | 14 | 8  | 12 | 35 | 38 | -3  |
|  | 6.   | Versilia 98        | 47 | 34 | 10 | 17 | 7  | 39 | 41 | -2  |
|  | 7.   | Sansepolcro        | 46 | 34 | 12 | 10 | 12 | 45 | 41 | +4  |
|  | 8.   | Athletic Calenzano | 46 | 34 | 12 | 10 | 12 | 38 | 38 | 0   |
|  | 9.   | Cascina            | 44 | 34 | 11 | 11 | 12 | 38 | 44 | -6  |
|  | 10.  | Larcianese         | 43 | 34 | 12 | 7  | 15 | 45 | 47 | -2  |
|  | 11.  | Fortis Juventus    | 43 | 34 | 10 | 13 | 11 | 31 | 37 | -6  |
|  | 12.  | Fo. Ce. Vara       | 43 | 34 | 12 | 7  | 15 | 38 | 49 | -11 |
|  | 13.  | Imperia            | 42 | 34 | 10 | 12 | 12 | 41 | 48 | -7  |
|  | 14.  | Rondinella         | 41 | 34 | 10 | 11 | 13 | 45 | 55 | -10 |
|  | 15.  | Armando Picchi     | 40 | 34 | 10 | 10 | 14 | 44 | 50 | -6  |
|  | 16.  | Venturina          | 39 | 34 | 10 | 9  | 15 | 47 | 56 | -9  |
|  | 17.  | Sangimignano       | 25 | 34 | 6  | 7  | 21 | 29 | 49 | -20 |
|  | 18.  | Nuova Chiusi       | 21 | 34 | 4  | 9  | 21 | 21 | 56 | -35 |

Legenda:
      Promossa in Serie C2 2004-2005.
 Qualificate ai play-off o play-out.
      Vince i play-off per il ripescaggio.
      Retrocessa in Eccellenza 2004-2005.
Regolamento:
Tre punti a vittoria, uno a pareggio, zero a sconfitta.
In caso di arrivo di due o più squadre a pari punti, la graduatoria verrà stilata secondo la classifica avulsa
In caso di pari punti per promozioni o retrocessioni si disputava uno spareggio.
Note:
La Sanremese è stato poi ripescata in Serie C2 2004-2005.
Il Armando Picchi è stato poi riammesso in Serie D 2004-2005.

### Spareggi

#### Play-off

##### Semifinali
|           | Risultati |           | Luogo e data      |
| --------- | --------- | --------- | ----------------- |
| Sestese   | 1-1       | Sanremese | ?, 22 maggio 2004 |
| Sanremese | 1-0       | Sestese   | ?, 30 maggio 2004 |
|           |           |           |                   |
| Vado      | 0-0       | Lavagnese | ?, 22 maggio 2004 |
| Lavagnese | 0-0       | Vado      | ?, 30 maggio 2004 |
|           |           |           |                   |

##### Finali
|           | Risultati |           | Luogo e data      |
| --------- | --------- | --------- | ----------------- |
| Lavagnese | 0-0       | Sanremese | ?, 6 giugno 2004  |
| Sanremese | 1-0       | Lavagnese | ?, 13 giugno 2004 |
|           |           |           |                   |

#### Play-out
|                | Risultati |                | Luogo e data      |
| -------------- | --------- | -------------- | ----------------- |
| Armando Picchi | 0-0       | Rondinella     | ?, 23 maggio 2004 |
| Rondinella     | 1-0       | Armando Picchi | ?, 30 maggio 2004 |
|                |           |                |                   |
| Venturina      | 0-0       | Imperia        | ?, 23 maggio 2004 |
| Imperia        | 2-3       | Venturina      | ?, 30 maggio 2004 |
|                |           |                |                   |

## Girone F

### Classifica finale
|  | Pos. | Squadra                  | Pt | G  | V  | N  | P  | GF | GS | DR  |
|  | ---- | ------------------------ | -- | -- | -- | -- | -- | -- | -- | --- |
|  | 1.   | Atletico Morro d'Oro     | 62 | 34 | 17 | 11 | 6  | 42 | 29 | +13 |
|  | 2.   | Foligno                  | 59 | 34 | 16 | 11 | 7  | 45 | 29 | +16 |
|  | 3.   | Sangiustese              | 53 | 34 | 14 | 11 | 9  | 37 | 35 | +2  |
|  | 4.   | Albalonga                | 49 | 34 | 12 | 13 | 9  | 48 | 39 | +9  |
|  | 5.   | Truentina Castel di Lama | 48 | 34 | 12 | 12 | 10 | 35 | 31 | +4  |
|  | 6.   | Rieti                    | 46 | 34 | 11 | 13 | 10 | 41 | 39 | +2  |
|  | 7.   | Aprilia                  | 46 | 34 | 11 | 13 | 10 | 37 | 37 | 0   |
|  | 8.   | Orvietana                | 45 | 34 | 10 | 15 | 9  | 39 | 29 | +10 |
|  | 9.   | Grottammare              | 45 | 34 | 11 | 12 | 11 | 30 | 36 | -6  |
|  | 10.  | Cisco Roma               | 44 | 34 | 12 | 8  | 14 | 48 | 45 | +3  |
|  | 11.  | Ostia Mare               | 43 | 34 | 12 | 7  | 15 | 27 | 39 | -12 |
|  | 12.  | Monturanese              | 42 | 34 | 12 | 6  | 16 | 33 | 41 | -8  |
|  | 13.  | Astrea                   | 42 | 34 | 10 | 12 | 12 | 40 | 44 | -4  |
|  | 14.  | Ladispoli                | 41 | 34 | 10 | 11 | 13 | 39 | 47 | -8  |
|  | 15.  | Maceratese               | 41 | 34 | 11 | 8  | 15 | 32 | 38 | -6  |
|  | 16.  | Todi                     | 39 | 34 | 8  | 15 | 11 | 33 | 38 | -5  |
|  | 17.  | Vigor Senigallia         | 38 | 34 | 8  | 14 | 12 | 35 | 38 | -3  |
|  | 18.  | Frascati Lupa Gioc       | 34 | 34 | 8  | 10 | 16 | 34 | 41 | -7  |

Legenda:
      Promossa in Serie C2 2004-2005.
 Qualificate ai play-off o play-out.
      Vince i play-off per il ripescaggio.
      Retrocessa in Eccellenza 2004-2005.
Regolamento:
Tre punti a vittoria, uno a pareggio, zero a sconfitta.
In caso di arrivo di due o più squadre a pari punti, la graduatoria verrà stilata secondo la classifica avulsa
In caso di pari punti per promozioni o retrocessioni si disputava uno spareggio.
Note:
Il Todi è stato poi riammesso in Serie D 2004-2005.

### Spareggi

#### Play-off

##### Semifinali
|                          | Risultati |                          | Luogo e data      |
| ------------------------ | --------- | ------------------------ | ----------------- |
| Albalonga                | 2-1       | Sangiustese              | ?, 23 maggio 2004 |
| Sangiustese              | 3-1       | Albalonga                | ?, 30 maggio 2004 |
|                          |           |                          |                   |
| Truentina Castel di Lama | 1-1       | Foligno                  | ?, 23 maggio 2004 |
| Foligno                  | 1-3       | Truentina Castel di Lama | ?, 30 maggio 2004 |
|                          |           |                          |                   |

##### Finali
|                          | Risultati |                          | Luogo e data      |
| ------------------------ | --------- | ------------------------ | ----------------- |
| Truentina Castel di Lama | 3-1       | Sangiustese              | ?, 6 giugno 2004  |
| Sangiustese              | 3-0       | Truentina Castel di Lama | ?, 13 giugno 2004 |
|                          |           |                          |                   |

#### Play-out
|            | Risultati |            | Luogo e data      |
| ---------- | --------- | ---------- | ----------------- |
| Todi       | 0-0       | Astrea     | ?, 23 maggio 2004 |
| Astrea     | 1-1       | Todi       | ?, 30 maggio 2004 |
|            |           |            |                   |
| Maceratese | 0-0       | Ladispoli  | ?, 23 maggio 2004 |
| Ladispoli  | 1-0       | Maceratese | ?, 30 maggio 2004 |
|            |           |            |                   |

## Girone G
L'U.S. Magna Grecia era una società di Bernalda (MT).

### Classifica finale
|  | Pos. | Squadra        | Pt | G  | V  | N  | P  | GF | GS | DR  |
|  | ---- | -------------- | -- | -- | -- | -- | -- | -- | -- | --- |
|  | 1.   | Juve Stabia    | 78 | 34 | 23 | 9  | 2  | 62 | 21 | +41 |
|  | 2.   | ASC Potenza    | 76 | 34 | 23 | 7  | 4  | 76 | 31 | +45 |
|  | 3.   | Casertana      | 67 | 34 | 19 | 10 | 5  | 66 | 35 | +31 |
|  | 4.   | Savoia         | 58 | 34 | 17 | 7  | 10 | 52 | 33 | +19 |
|  | 5.   | Sangiuseppese  | 54 | 34 | 14 | 12 | 8  | 47 | 36 | +11 |
|  | 6.   | Paganese       | 51 | 34 | 15 | 6  | 13 | 50 | 39 | +11 |
|  | 7.   | Marcianise     | 51 | 34 | 14 | 9  | 11 | 47 | 41 | +6  |
|  | 8.   | Sorrento       | 49 | 34 | 14 | 7  | 13 | 52 | 35 | +17 |
|  | 9.   | Viribus Unitis | 46 | 34 | 11 | 13 | 10 | 42 | 40 | +2  |
|  | 10.  | Nuovo Terzigno | 46 | 34 | 11 | 13 | 10 | 33 | 31 | +2  |
|  | 11.  | Boys Caivanese | 44 | 34 | 11 | 11 | 12 | 41 | 44 | -3  |
|  | 12.  | Puteolana      | 40 | 34 | 10 | 10 | 14 | 39 | 44 | -5  |
|  | 13.  | Ercolanese     | 36 | 34 | 9  | 9  | 16 | 22 | 47 | -25 |
|  | 14.  | Battipagliese  | 32 | 34 | 6  | 14 | 14 | 29 | 46 | -17 |
|  | 15.  | Matera         | 30 | 34 | 5  | 15 | 14 | 29 | 44 | -15 |
|  | 16.  | Pomigliano     | 29 | 34 | 7  | 8  | 19 | 28 | 56 | -28 |
|  | 17.  | Potenza        | 21 | 34 | 3  | 12 | 19 | 20 | 49 | -29 |
|  | 18.  | Magna Grecia   | 18 | 34 | 2  | 12 | 20 | 13 | 76 | -63 |

Legenda:
      Promossa in Serie C2 2004-2005.
 Qualificate ai play-off o play-out.
      Vince i play-off per il ripescaggio.
      Retrocessa in Eccellenza 2004-2005.
Regolamento:
Tre punti a vittoria, uno a pareggio, zero a sconfitta.
In caso di arrivo di due o più squadre a pari punti, la graduatoria verrà stilata secondo la classifica avulsa
In caso di pari punti per promozioni o retrocessioni si disputava uno spareggio.
Note:
L'ASC Potenza è stata poi ripescata in Serie C2 2004-2005.
Il Matera e il Pomigliano sono stati poi riammessi in Serie D 2004-2005.

### Spareggi

#### Play-off

##### Semifinali
|                | Risultati |                | Luogo e data      |
| -------------- | --------- | -------------- | ----------------- |
| Sangiuseppese  | 0-1       | A.S.C. Potenza | ?, 23 maggio 2004 |
| A.S.C. Potenza | 3-1       | Sangiuseppese  | ?, 30 maggio 2004 |
|                |           |                |                   |
| Savoia         | 1-0       | Casertana      | ?, 23 maggio 2004 |
| Casertana      | [ 3 ]     | Savoia         | ?, 30 maggio 2004 |
|                |           |                |                   |

##### Finali
|                | Risultati |                | Luogo e data      |
| -------------- | --------- | -------------- | ----------------- |
| Savoia         | 2-0       | A.S.C. Potenza | ?, 6 giugno 2004  |
| A.S.C. Potenza | 3-1       | Savoia         | ?, 13 giugno 2004 |
|                |           |                |                   |

#### Play-out
|               | Risultati |               | Luogo e data      |
| ------------- | --------- | ------------- | ----------------- |
| Matera        | 2-1       | Battipagliese | ?, 23 maggio 2004 |
| Battipagliese | 1-0       | Matera        | ?, 30 maggio 2004 |
|               |           |               |                   |
| Pomigliano    | 1-1       | Ercolanese    | ?, 23 maggio 2004 |
| Ercolanese    | 0-0       | Pomigliano    | ?, 30 maggio 2004 |
|               |           |               |                   |

## Girone H

### Classifica finale
|  | Pos. | Squadra       | Pt | G  | V  | N  | P  | GF | GS | DR  |
|  | ---- | ------------- | -- | -- | -- | -- | -- | -- | -- | --- |
|  | 1.   | Manfredonia   | 68 | 34 | 20 | 8  | 6  | 54 | 32 | +22 |
|  | 2.   | Pro Vasto     | 61 | 34 | 15 | 16 | 3  | 43 | 20 | +23 |
|  | 3.   | Nardò         | 59 | 34 | 17 | 8  | 9  | 31 | 23 | +8  |
|  | 4.   | Bojano        | 56 | 34 | 14 | 14 | 6  | 45 | 32 | +13 |
|  | 5.   | Isola Liri    | 54 | 34 | 16 | 6  | 12 | 47 | 44 | +3  |
|  | 6.   | Guidonia      | 53 | 34 | 13 | 14 | 7  | 38 | 26 | +12 |
|  | 7.   | Avezzano      | 49 | 34 | 12 | 13 | 9  | 38 | 28 | +10 |
|  | 8.   | Val di Sangro | 49 | 34 | 13 | 10 | 11 | 47 | 38 | +9  |
|  | 9.   | Noicattaro    | 46 | 34 | 11 | 13 | 10 | 32 | 34 | -2  |
|  | 10.  | Manduria      | 45 | 34 | 11 | 12 | 11 | 32 | 33 | -1  |
|  | 11.  | Celano        | 45 | 34 | 11 | 12 | 11 | 35 | 39 | -4  |
|  | 12.  | Bitonto       | 42 | 34 | 11 | 9  | 14 | 43 | 47 | -4  |
|  | 13.  | Grottaglie    | 42 | 34 | 9  | 15 | 10 | 28 | 30 | -2  |
|  | 14.  | Monterotondo  | 38 | 34 | 10 | 8  | 16 | 35 | 46 | -11 |
|  | 15.  | Termoli       | 34 | 34 | 8  | 10 | 16 | 28 | 38 | -10 |
|  | 16.  | Cassino       | 34 | 34 | 8  | 10 | 16 | 24 | 38 | -14 |
|  | 17.  | Fortis Trani  | 23 | 34 | 3  | 14 | 17 | 17 | 41 | -24 |
|  | 18.  | Terracina     | 20 | 34 | 4  | 8  | 22 | 27 | 55 | -28 |

Legenda:
      Promossa in Serie C2 2004-2005.
 Qualificate ai play-off o play-out.
      Vince i play-off per il ripescaggio.
      Retrocessa in Eccellenza 2004-2005.
Regolamento:
Tre punti a vittoria, uno a pareggio, zero a sconfitta.
In caso di arrivo di due o più squadre a pari punti, la graduatoria verrà stilata secondo la classifica avulsa
In caso di pari punti per promozioni o retrocessioni si disputava uno spareggio.
Note:
Il Pro Vasto è stato poi ripescato in Serie C2 2004-2005.

### Spareggi

#### Play-off

##### Semifinali
|            | Risultati |            | Luogo e data      |
| ---------- | --------- | ---------- | ----------------- |
| Bojano     | 1-0       | Nardò      | ?, 23 maggio 2004 |
| Nardò      | 1-2       | Bojano     | ?, 30 maggio 2004 |
|            |           |            |                   |
| Isola Liri | 1-1       | Pro Vasto  | ?, 23 maggio 2004 |
| Pro Vasto  | 1-0       | Isola Liri | ?, 30 maggio 2004 |
|            |           |            |                   |

##### Finali
|           | Risultati |           | Luogo e data      |
| --------- | --------- | --------- | ----------------- |
| Bojano    | 1-2       | Pro Vasto | ?, 6 giugno 2004  |
| Pro Vasto | 1-1       | Bojano    | ?, 13 giugno 2004 |
|           |           |           |                   |

#### Play-out
|              | Risultati |              | Luogo e data      |
| ------------ | --------- | ------------ | ----------------- |
| Cassino      | 0-0       | Grottaglie   | ?, 23 maggio 2004 |
| Grottaglie   | 1-0       | Cassino      | ?, 30 maggio 2004 |
|              |           |              |                   |
| Termoli      | 1-1       | Monterotondo | ?, 23 maggio 2004 |
| Monterotondo | 2-2       | Termoli      | ?, 30 maggio 2004 |
|              |           |              |                   |

## Girone I

### Classifica finale
|  | Pos. | Squadra               | Pt | G  | V  | N  | P  | GF | GS | DR  |
|  | ---- | --------------------- | -- | -- | -- | -- | -- | -- | -- | --- |
|  | 1.   | Rende                 | 69 | 34 | 20 | 9  | 5  | 49 | 30 | +19 |
|  | 2.   | Vigor Lamezia         | 65 | 34 | 18 | 11 | 5  | 57 | 25 | +32 |
|  | 3.   | Modica                | 57 | 34 | 17 | 6  | 11 | 43 | 31 | +12 |
|  | 4.   | Sapri                 | 54 | 34 | 14 | 12 | 8  | 39 | 32 | +7  |
|  | 5.   | Milazzo               | 53 | 34 | 14 | 11 | 9  | 44 | 32 | +12 |
|  | 6.   | Siracusa              | 52 | 34 | 13 | 13 | 8  | 42 | 27 | +15 |
|  | 7.   | Cosenza               | 49 | 34 | 13 | 10 | 11 | 32 | 32 | 0   |
|  | 8.   | Vibonese              | 46 | 34 | 12 | 10 | 12 | 32 | 41 | -9  |
|  | 9.   | Angri                 | 45 | 34 | 12 | 9  | 13 | 36 | 31 | +5  |
|  | 10.  | Rossanese             | 45 | 34 | 10 | 15 | 9  | 36 | 36 | 0   |
|  | 11.  | Adrano                | 43 | 34 | 11 | 10 | 13 | 37 | 40 | -3  |
|  | 12.  | Trapani               | 43 | 34 | 12 | 7  | 15 | 34 | 41 | -7  |
|  | 13.  | Leonzio               | 40 | 34 | 9  | 13 | 12 | 43 | 48 | -5  |
|  | 14.  | Marsala               | 36 | 34 | 8  | 12 | 14 | 27 | 45 | -18 |
|  | 15.  | Ariano                | 35 | 34 | 8  | 11 | 15 | 26 | 40 | -14 |
|  | 16.  | Fincantieri Palermo   | 33 | 34 | 9  | 6  | 19 | 41 | 53 | -12 |
|  | 17.  | Corigliano Schiavonea | 31 | 34 | 7  | 10 | 17 | 29 | 47 | -18 |
|  | 18.  | Pro Favara            | 30 | 34 | 7  | 9  | 18 | 26 | 42 | -16 |

Legenda:
      Promossa in Serie C2 2004-2005.
 Qualificate ai play-off o play-out.
      Vince i play-off per il ripescaggio.
      Retrocessa in Eccellenza 2004-2005.
Regolamento:
Tre punti a vittoria, uno a pareggio, zero a sconfitta.
In caso di arrivo di due o più squadre a pari punti, la graduatoria verrà stilata secondo la classifica avulsa
In caso di pari punti per promozioni o retrocessioni si disputava uno spareggio.
Note:
Il Vigor Lamezia è stato poi ripescato in Serie C2 2004-2005.
Il Marsala è stato poi riammesso in Serie D 2004-2005.

### Spareggi

#### Play-off

##### Semifinali
|               | Risultati |               | Luogo e data      |
| ------------- | --------- | ------------- | ----------------- |
| Milazzo       | 0-3       | Vigor Lamezia | ?, 23 maggio 2004 |
| Vigor Lamezia | 4-2       | Milazzo       | ?, 30 maggio 2004 |
|               |           |               |                   |
| Sapri         | 1-1       | Modica        | ?, 23 maggio 2004 |
| Modica        | 1-1       | Sapri         | ?, 30 maggio 2004 |
|               |           |               |                   |

##### Finali
|               | Risultati |               | Luogo e data      |
| ------------- | --------- | ------------- | ----------------- |
| Modica        | 0-2       | Vigor Lamezia | ?, 6 giugno 2004  |
| Vigor Lamezia | 2-0       | Modica        | ?, 13 giugno 2004 |
|               |           |               |                   |

#### Play-out
|                     | Risultati |                     | Luogo e data      |
| ------------------- | --------- | ------------------- | ----------------- |
| Fincantieri Palermo | 1-1       | Leonzio             | ?, 23 maggio 2004 |
| Leonzio             | 3-1       | Fincantieri Palermo | ?, 30 maggio 2004 |
|                     |           |                     |                   |
| Ariano              | 2-0       | Marsala             | ?, 23 maggio 2004 |
| Marsala             | 2-2       | Ariano              | ?, 30 maggio 2004 |
|                     |           |                     |                   |

## Poule Scudetto
Lo Scudetto Dilettanti viene assegnato dopo un torneo fra le vincitrici dei 9 gironi. Vengono divise in 3 triangolari le cui vincitrici, più la migliore seconda, accedono alle semifinali, da disputarsi in turni di andata e ritorno e la finale unica in campo neutro.

### Turno preliminare

#### Triangolare 1
|  | Pos. | Squadra     | Pt | G | V | N | P | GF | GS | DR |
|  | ---- | ----------- | -- | - | - | - | - | -- | -- | -- |
|  | 1.   | Portogruaro | 6  | 2 | 2 | 0 | 0 | 6  | 2  | +4 |
|  | 2.   | Casale      | 3  | 2 | 1 | 0 | 1 | 4  | 5  | -1 |
|  | 3.   | Carpenedolo | 0  | 2 | 0 | 0 | 2 | 1  | 4  | -3 |

Legenda:
      Promossa al turno successivo.
Regolamento:
Tre punti a vittoria, uno a pareggio, zero a sconfitta.
|             | Risultati |             | Luogo e data                       |
| ----------- | --------- | ----------- | ---------------------------------- |
| Casale      | 2-5       | Portogruaro | Fiorenzuola D'Arda, 23 maggio 2004 |
| Carpenedolo | 0-2       | Casale      | ?, 26 maggio 2004                  |
| Portogruaro | 1-0       | Carpenedolo | ?, 30 maggio 2004                  |
|             |           |             |                                    |

#### Triangolare 2
|  | Pos. | Squadra              | Pt | G | V | N | P | GF | GS | DR |
|  | ---- | -------------------- | -- | - | - | - | - | -- | -- | -- |
|  | 1.   | Massese              | 6  | 2 | 2 | 0 | 0 | 11 | 4  | +7 |
|  | 2.   | Castel San Pietro    | 1  | 2 | 0 | 1 | 1 | 5  | 8  | -3 |
|  | 3.   | Atletico Morro d'Oro | 1  | 2 | 0 | 1 | 1 | 3  | 7  | -4 |

Legenda:
      Promossa al turno successivo.
Regolamento:
Tre punti a vittoria, uno a pareggio, zero a sconfitta.
|                      | Risultati |                      | Luogo e data      |
| -------------------- | --------- | -------------------- | ----------------- |
| Atletico Morro d'Oro | 2-2       | Castel San Pietro    | ?, 23 maggio 2004 |
| Massese              | 5-1       | Atletico Morro d'Oro | ?, 26 maggio 2004 |
| Castel San Pietro    | 3-6       | Massese              | ?, 30 maggio 2004 |
|                      |           |                      |                   |

#### Triangolare 3
|  | Pos. | Squadra     | Pt | G | V | N | P | GF | GS | DR |
|  | ---- | ----------- | -- | - | - | - | - | -- | -- | -- |
|  | 1.   | Manfredonia | 3  | 2 | 1 | 0 | 1 | 8  | 8  | 0  |
|  | 2.   | Rende       | 3  | 2 | 1 | 0 | 1 | 5  | 5  | 0  |
|  | 3.   | Juve Stabia | 3  | 2 | 1 | 0 | 1 | 4  | 4  | 0  |

Legenda:
      Promossa al turno successivo.
Regolamento:
Tre punti a vittoria, uno a pareggio, zero a sconfitta.
|             | Risultati |             | Luogo e data      |
| ----------- | --------- | ----------- | ----------------- |
| Juve Stabia | 0-1       | Rende       | ?, 23 maggio 2004 |
| Manfredonia | 3-4       | Juve Stabia | ?, 26 maggio 2004 |
| Rende       | 4-5       | Manfredonia | ?, 30 maggio 2004 |
|             |           |             |                   |

### Semifinali
|             | Risultati     |             | Luogo e data            |
| ----------- | ------------- | ----------- | ----------------------- |
| Portogruaro | 2-2           | Massese     | Pescara, 5 giugno 2004  |
| Massese     | 2-2 (4-1 dtr) | Portogruaro | Vicenza, 9 giugno 2004  |
|             |               |             |                         |
| Manfredonia | 3-2           | Rende       | Avellino, 5 giugno 2004 |
| Rende       | 1-1           | Manfredonia | Bologna, 9 giugno 2004  |
|             |               |             |                         |

### Finale
|             | Risultati |         | Luogo e data            |
| ----------- | --------- | ------- | ----------------------- |
| Manfredonia | 0-1       | Massese | Orvieto, 12 giugno 2004 |
|             |           |         |                         |